# ザ・デプス
『ザ・デプス』（原題: DeepStar Six）は、1989年制作のアメリカ映画。カロルコ・ピクチャーズ制作。ショーン・S・カニンガム監督。
『リバイアサン』と同時期に制作された、深海を舞台にしたSFモンスター映画である。
『ザ・フライ』のクリス・ウェイラスがクリーチャー・デザインを手がけた。

## あらすじ
豊富な資源と戦略上の機密性から、深度1万メートルの海底に造られたアメリカ海軍の秘密基地ディープスター・シックス（DeepStar Six）に隣接してミサイル基地の建設に従事する11人のクルーが、突如現れた正体不明の怪物に襲われる。

## キャスト
※括弧内は日本語吹替
ジョイス・コリンズ
演 - ナンシー・エヴァーハード（藤田淑子）
海軍士官。妊娠している。
ケヴィン・マクブライド
演 - グレッグ・エヴィガン（安原義人）
潜水艇「DSRV・2」パイロット。ジョイスとは恋仲。
シュナイダー
演 - ミゲル・フェラー（富山敬）
メカニック。
ジム・リチャードソン
演 - マット・マッコイ（堀内賢雄）
潜水艇「DSRV・2」副操縦士。スカーペリの恋人。
バーバラ・スカーペリ
演 - ニア・ピープルズ（佐々木優子）
海洋生物学者。
ダイアン・ノリス
演 - シンディ・ピケット（此島愛子）
女性医師。
フィリップ・レイドロー司令官
演 - トーリン・ブラック（小林清志）
基地司令官。
ジョン・ヴァン・ゲルダー隊長
演 - マリウス・ウェイヤーズ（坂口芳貞）
海洋学者。プロジェクト指揮者。
バーシアガ
演 - エリヤ・バスキン（吉水慶）
地質学者。
ジョニー・ホッジス
演 - トム・ブレイ（鈴置洋孝）
潜水艇「シーキャット」パイロット。
オズボーン
演 - ロン・キャロル（村越伊知郎）
潜水艇「シーキャット」副操縦士。